# DAFIF
Le DAFIF (anglais : Digital Aeronautical Flight Information File) est une base de données complète et à jour de données aéronautiques. Elle comprend des informations sur les aéroports (et aérodromes), voies aériennes, espaces aériens, données de navigation, et d'autres éléments relevant de la navigation aérienne sur l'ensemble du globe terrestre. Cette base est gérée par le National Geospatial-Intelligence Agency (NGA), du département de la défense des États-Unis.
Les données de ce service public des États-Unis étaient autrefois[Quand ?] accessible en libre accès. Ça n'est plus le cas aujourd'hui. Le service australien, Airservices Australia (en) serait à l'origine de ce changement.